# CLAS-Cajastur
El CLAS fue un equipo ciclista profesional español, creado en 1988 de la mano de José Manuel Fuente, y con la Central Lechera Asturiana como principal patrocinador. En 1989, se unió el patrocinio de la Caja de Ahorros de Asturias, resultando el nombre CLAS-Cajastur, por el que fue conocido hasta 1993, año tras el cual el equipo se fusionó con la estructura italiana del equipo Mapei. Al término de la temporada 1994, abandonó el mundo del ciclismo.
Los triunfos más destacados del equipo llegaron a consecuencia del fichaje del ciclista suizo Tony Rominger, triple ganador de la Vuelta a España y pódium en el Tour de Francia. Aparte de Rominger, otros nombres destacados en el equipo fueron los de Federico Echave e Iñaki Gastón. También pasaron por las filas de CLAS ciclistas como Fernando Escartín y Abraham Olano, si bien en aquellos años aún no habían eclosionado como grandes figuras del pelotón, y solían realizar funciones de gregario.

## Historia

### 1988: primer año como equipo profesional
Con una plantilla formada por mayoría de ciclistas españoles, y con El Tarangu como director deportivo, el equipo CLAS completó un muy discreto primer año en el ciclismo profesional. Entre los mejores resultados merecen mención el joven asturiano Carlos Muñiz, que logró ser el primer neoprofesional clasificado en la Vuelta a España y el segundo puesto en la general del portugués Manuel Cunha en la Vuelta a los Valles Mineros. También estuvieron cerca de conseguir victorias de etapa en vueltas cortas por etapas dentro del territorio español, como la Vuelta a Andalucía, la Vuelta a Galicia o la Volta a Cataluña, los ciclistas Casimiro Moreda, Américo da Silva y Francisco Javier Quevedo.

### 1989: primeras victorias
En 1989, Fuente dejó su posición de director deportivo en beneficio de Juan Fernández. El equipo consiguió sus primeros dos triunfos en el ciclismo profesional: Casimiro Moreda se impuso en el Trofeo Masferrer y Américo da Silva se adjudicó la cuarta etapa de la Vuelta a La Rioja. También cabe destacar el tercer puesto de Moreda en el Campeonato de España de ruta.

### 1990: Echave y Gastón, líderes del equipo
Jesús Suárez Cuevas se unió al cuerpo técnico del equipo en la temporada de 1990. También se incorporaron esta temporada los ciclistas Federico Echave e Iñaki Gastón, quienes se encargaron de ampliar el palmarés del equipo. Echave ganó la clasificación general de la Vuelta a Galicia y se adjudicó una etapa de la Vuelta a España (terminando 6.º en la clasificación general), mientras que Gastón logró un triunfo de etapa en la Volta a Cataluña, venció en la Clásica de Primavera y se adjudicó la clasificación general de la Semana Catalana. Asimismo, Echave obtuvo un meritorio 5.º puesto en la general del Giro de Italia y Jon Unzaga fue 2.º en una etapa del mismo. Francisco Javier Mauleón, por su parte, finalizó 2.º en el Campeonato de España de ruta, por detrás de Laudelino Cubino.

### 1991: creciendo en aspiraciones
El equipo se reforzó con las figuras de ciclistas como Manuel Jorge Domínguez (3.º en el Campeonato de España de ruta) Pello Ruiz Cabestany, Alberto Leanizbarrutia (1.º en la clasificación del Intergiro en el Giro de Italia) o el belga Nico Emonds.
Echave también añadió una etapa en la Vuelta a la Comunidad Valenciana. Gastón, por su parte, logró ganar la clasificación de la montaña del Giro de Italia, y Francisco Espinosa venció en la clásica Ponferrada-La Bañeza.

### 1992: la llegada de Rominger
Sin duda el hecho que lanzó al equipo CLAS a la cabeza del pelotón internacional fue la llegada de Tony Rominger en 1992. El ciclista suizo aportó las victorias más notables del equipo en una temporada excepcional, incluyendo el Giro de Lombardía, la Subida al Naranco, dos etapas de la París-Niza, la Vuelta al País Vasco.
El equipo CLAS al completo culminó una gran actuación en la Vuelta a España, en una encarnizada lucha contra el Amaya Seguros. Lograron cuatro triunfos de etapa (Unzaga la 7.ª, Mauleón la 14.ª y Rominger la 18.ª y la 19.ª) y colocaron a tres ciclistas entre los diez primeros: Rominger, vencedor absoluto; Echave, 5.º; y Mauleón, 9.º.
El palmarés del equipo lo completó Echave, venciendo en el Gran Premio de las Américas, prueba puntuable para la Copa del Mundo y la Clásica de Primavera. Unzaga también estuvo a punto de hacerse con el triunfo en el Campeonato de España de ruta, aunque finalmente fue batido por Miguel Induráin en un apretado sprint que se resolvió con la foto finish.

### 1993: segunda Vuelta a España y participación en el Tour

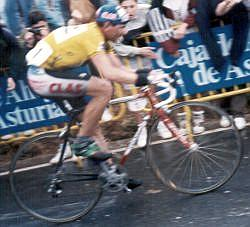
Tony Rominger en su etapa como corredor del Clas

La estructura del equipo se mantuvo al año siguiente, con algunas incorporaciones como la del suizo Jörg Müller y el joven valor Abraham Olano. Müller, Echave y Escartín obtuvieron triunfos en pruebas menores, y Unzaga se impuso en la Clásica de Primavera. De nuevo, Rominger fue el máximo líder del equipo, aportando entre otros, la Vuelta al País Vasco, una etapa del Critérium Internacional y la Subida a Urkiola.
En la Vuelta a España, Rominger volvió a salir vencedor luchando contra el potente Amaya y la inesperada batalla contra su compatriota Alex Zülle. El jefe de filas del equipo CLAS no solo logró adjudicarse la general de la Vuelta por segundo año consecutivo, sino que además terminó 1.º en las clasificaciones de la montaña y por puntos, además de vencer en tres etapas. El joven Fernando Escartín también terminó en una meritoria 10.ª posición en la general.
Con el ganador de las dos últimas ediciones de la Vuelta en sus filas, el CLAS acudió como equipo invitado al Tour de Francia. Sin embargo, en la primera semana la mala suerte se cebó con el equipo, con dos bajas en las primeras etapas que le hicieron afrontar la contrarreloj por equipos con tan solo siete corredores, de los cuales solo cinco llegaron a meta. Entre el tiempo perdido y la penalización de la organización, Rominger se quedó a más de cuatro minutos de la cabeza. No obstante, Rominger fue a pesar de todo el gran rival a batir por Induráin. Tres etapas y la clasificación de la montaña, además del 2.º puesto final en el podio de los Campos Elíseos fueron el balance del ciclista suizo en el Tour.

### 1994: fusión con Mapei
En octubre de 1993 se hizo público el acuerdo de fusión entre los equipos CLAS-Cajastur y Mapei-Viner, según el cual la marca asturiana sería el patrocinador oficial en las carreras dentro del territorio español durante 1994, a pesar de que, a efectos de competición, el conjunto contaba con licencia italiana. La fusión dio como resultado uno de los equipos más potentes del pelotón internacional, con una plantilla muy numerosa inicialmente repartida en dos grandes bloques (el español y el italiano), que dominó buena parte del calendario internacional.
El italiano Gianluca Bortolami se adjudicó la Copa del Mundo, incluyendo las victorias en el Campeonato de Zúrich y la Leeds Classic.
Andrea Chiurato se convirtió en campeón de Italia contrarreloj, y Abraham Olano hizo lo propio en España, tanto en contrarreloj como en ruta. Stefano Della Santa se impuso en la Vuelta a Andalucía.
Con el inestimable apoyo del equipo, Rominger arrasó en la Vuelta a España, donde no tuvo apenas oposición en la lucha por la general, alzándose así con su tercera victoria consecutiva y seis triunfos de etapa. Fernando Escartín fue 9.º en la general.
Rominger acudió esta vez al Tour de Francia como gran rival de Miguel Induráin. Sin embargo, no se vieron cumplidas las expectativas. El suizo se vio obligado a abandonar la carrera en la 13.ª etapa, marchando segundo en la general, aquejado por una gastroenteritis. El Mapei-CLAS terminó el Tour con el escaso bagaje de una victoria de etapa de Bortolami.

## Corredor mejor clasificado en las Grandes Vueltas
| Año  | Giro de Italia   | Tour de Francia               | Vuelta a España               |
| ---- | ---------------- | ----------------------------- | ----------------------------- |
| 1988 | -                | -                             | 30.º Manuel Cunha             |
| 1989 | -                | -                             | 61.º Francisco Javier Mauleón |
| 1990 | 5.º Fede Etxabe  | -                             | 6.º Fede Etxabe               |
| 1991 | 13.º Fede Etxabe | 33.º Peio Ruiz Cabestany      | 4.º Fede Etxabe               |
| 1992 | -                | 19.º Francisco Javier Mauleón | 1.º Tony Rominger             |
| 1993 | -                | 2.º Tony Rominger             | 1.º Tony Rominger             |

## Principales corredores
- Fernando Escartin
- Tony Rominger
- Federico Echave
- Abraham Olano